# Велл (Гелдерланд)
Велл (нід. Well) — село в нідерландській провінції Гелдерланд. Входить до муніципалітету Масдріл.
Його площа становить 0,36км², а населення станом на 2021 рік складало 520 осіб.
Перша згадка про населений пункт датується 10-11 сторіччями.

## Галерея

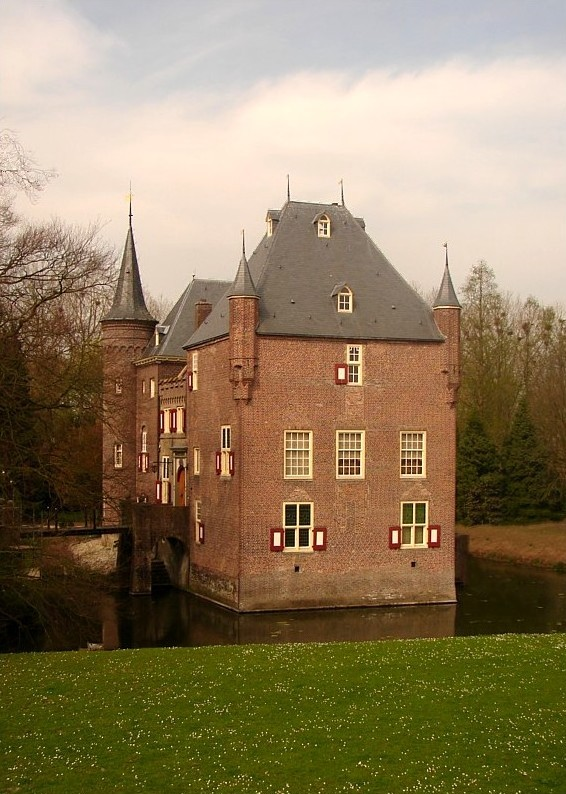
Замковий мур
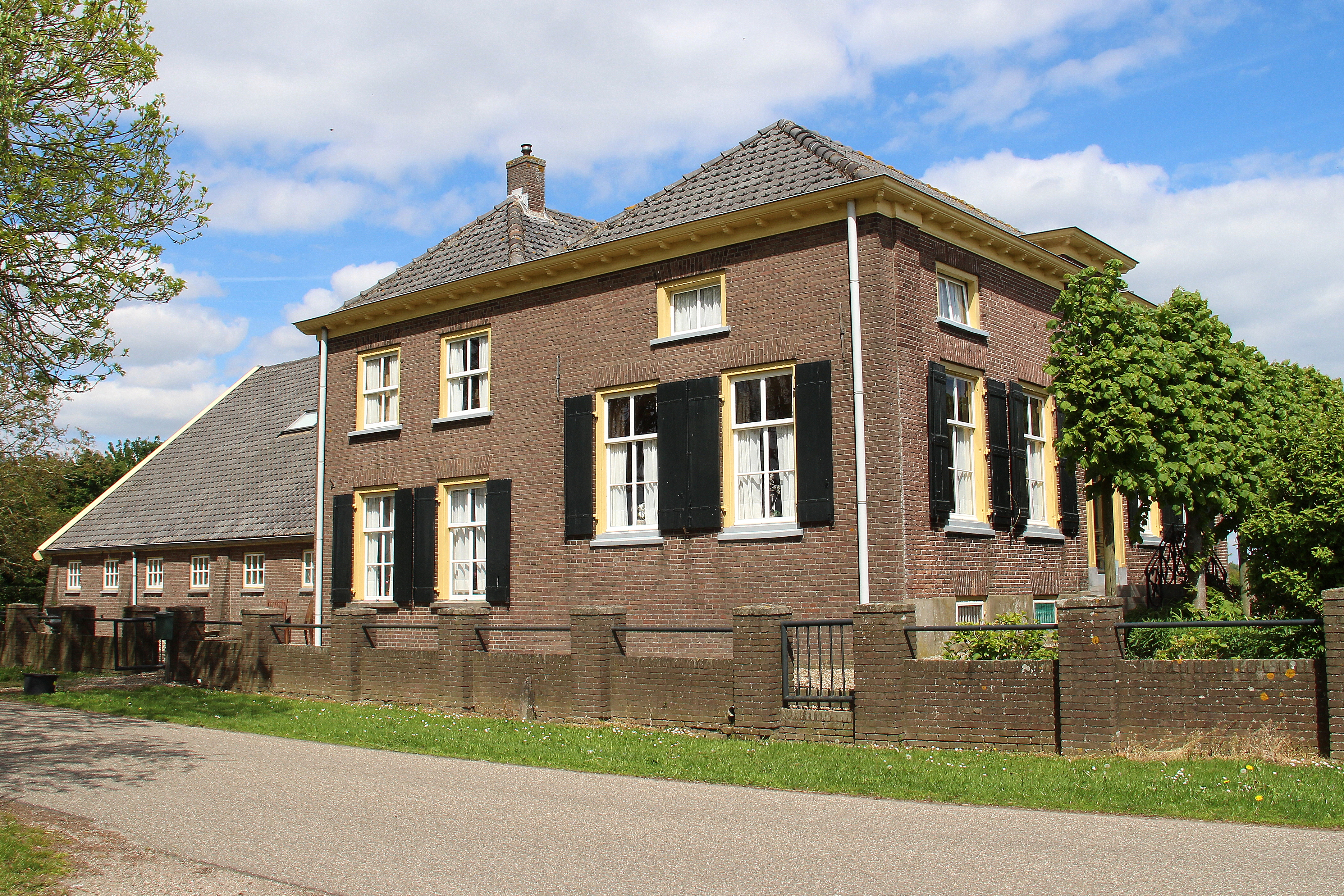
Ферма у Веллі
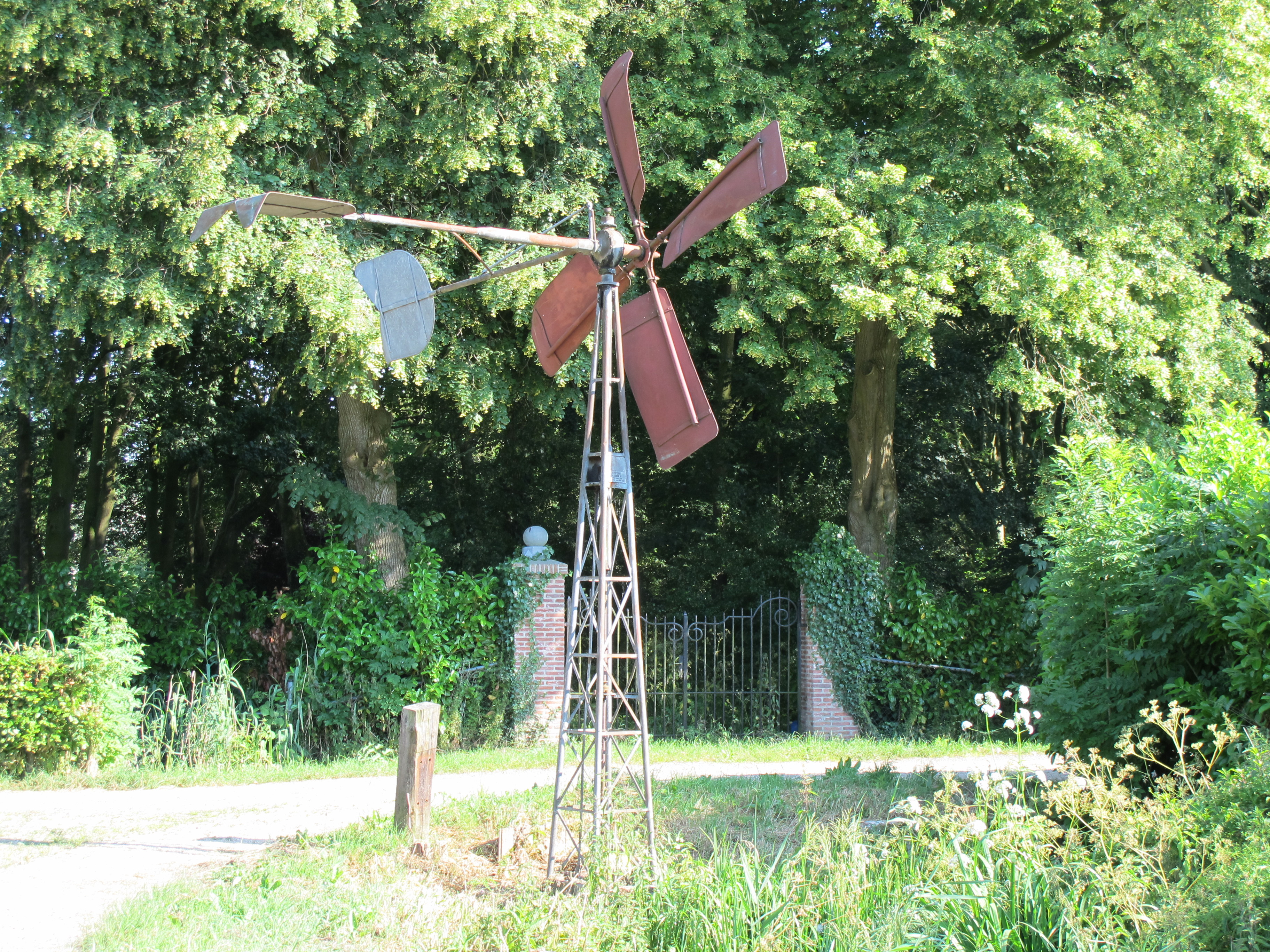
Невеликий вітряк